# UCI Africa Tour 2024
El UCI Africa Tour 2024 fue la vigésima edición del calendario ciclístico internacional Africano. Se inició el 18 de enero de 2024 en Ruanda, con el Tour de Ruanda y finalizó el 6 de octubre de 2024 con el Gran Premio de Angola en Angola. En principio, se disputarían 17 competencias, otorgando puntos a los primeros clasificados de las etapas y a la clasificación final, aunque el calendario puede sufrir modificaciones a lo largo de la temporada con la inclusión de nuevas carreras o exclusión de otras.

## Equipos
Los equipos que pueden participar en las diferentes carreras depende de la categoría de las mismas. Los equipos UCI WorldTeam y UCI ProTeam, tienen cupo limitado para competir de acuerdo al año correspondiente establecido por la UCI, los equipos Equipos Continentales y selecciones nacionales no tienen restricciones de participación:
| Categoría      | Categoría                       | Equipos                                                                                    |
| -------------- | ------------------------------- | ------------------------------------------------------------------------------------------ |
| .1             | 1.1 (Carrera de un día)         | * UCI WorldTeam (max 50%) * UCI ProTeam * Continentales * Selecciones nacionales           |
| .1             | 2.1 (Carrera de varios días)    | * UCI WorldTeam (max 50%) * UCI ProTeam * Continentales * Selecciones nacionales           |
| .2             | 1.2 (Carrera de un día)         | * UCI ProTeam * Continentales * Selecciones nacionales * Selecciones regionales * Amateurs |
| .2             | 2.2 (Carrera de varios días)    | * UCI ProTeam * Continentales * Selecciones nacionales * Selecciones regionales * Amateurs |
| .Ncup (sub-23) | 1.Ncup (Carrera de un día)      | * Selecciones nacionales * Selecciones mixtas                                              |
| .Ncup (sub-23) | 2.Ncup (Carrera de varios días) | * Selecciones nacionales * Selecciones mixtas                                              |

## Calendario
Las siguientes son las carreras que componen el calendario UCI Africa Tour para la temporada 2024 aprobado por la UCI.
| UCI Africa Tour 2024           | UCI Africa Tour 2024 | UCI Africa Tour 2024 | UCI Africa Tour 2024     | UCI Africa Tour 2024 |
| Fecha                          | País                 | Carrera              | Ganador                  |                      |
| ------------------------------ | -------------------- | -------------------- | ------------------------ | -------------------- |
| 27 de octubre – 5 de noviembre | Burkina Faso         | Tour de Faso         | Paul Daumont             |                      |
| 18 – 25 de febrero             | Ruanda               | Tour de Ruanda       | Joseph Blackmore         |                      |
| 30 de abril – 4 de mayo        | Benín                | Tour du Bénin        | Achraf Ed Doghmy         |                      |
| 11 de may                      | Argelia              | Gran Premio de Oran  | Nassim Saidi             |                      |
| 12 – 21 de mayo                | Argelia              | Tour de Argelia      | Nassim Saidi             |                      |
| 31 de mayo – 9 de junio        | Marruecos            | Tour de Marruecos    | Axel Narbonne-Zuccarelli |                      |
| 12 – 14 de junio               | Mauricio             | Tour de Maurice      | Piotr Brożyna            |                      |

## Clasificaciones finales
- Nota:  Las clasificaciones finales son:[4]

### Individual
| Posición | Corredor          | Equipo                  | Puntos |
| -------- | ----------------- | ----------------------- | ------ |
| 1.º      | Biniam Girmay     | Intermarché-Wanty       | 3352   |
| 2.º      | Henok Muleuberhan | Astana Qazaqstan Team   | 569    |
| 3.º      | Alexandre Mayer   | Saint Piran             | 561    |
| 4.º      | Merhawi Kudus     | Terengganu Cycling Team | 549    |
| 5.º      | Natnael Tesfazion | Lidl-Trek               | 525    |
| 6.º      | Azzedine Lagab    | Madar Pro Cycling Team  | 394    |
| 7.º      | Charles Kagimu    |                         | 393    |
| 8.º      | Ryan Gibbons      | Lidl-Trek               | 285    |
| 9.º      | Dillon Geary      |                         | 283    |
| 10.º     | Metkel Eyob       | Terengganu Cycling Team | 264    |

| Posiciones 11º al 20º | Posiciones 11º al 20º      | Posiciones 11º al 20º   | Posiciones 11º al 20º |
| --------------------- | -------------------------- | ----------------------- | --------------------- |
| 11.º                  | Brandon Downes             |                         | 250                   |
| 12.º                  | Louis Du Bouisson Meintjes | Intermarché-Wanty       | 226                   |
| 13.º                  | Christopher Rougier-Lagane |                         | 213                   |
| 14.º                  | Emile Van Niekerk          |                         | 200                   |
| 15.º                  | El Houcine Sabbahi         |                         | 193.33                |
| 16.º                  | Yacine Hamza               | Madar Pro Cycling Team  | 191                   |
| 17.º                  | Moise Mugisha              | Java-Inovotec Pro Team  | 190.33                |
| 18.º                  | Dawit Yemane               | Bike Aid                | 182                   |
| 19.º                  | Milkiyas Maekele           |                         | 178.33                |
| 20.º                  | Morné Van Niekerk          | St Michel-Mavic-Auber93 | 172                   |

### Equipos
| Posición | Equipo                 | Puntos |
| -------- | ---------------------- | ------ |
| 1.º      | Madar Pro Cycling Team | 962    |
| 2.º      | Java-Inovotec Pro Team | 344.99 |
| 3.º      | May Stars              | 70     |
| 4.º      | Suezcanaldiscovery     | 63     |
| 5.º      | Sidi Ali-Unlock Team   | 30     |

### Países
| Posición | País      | Puntos  |
| -------- | --------- | ------- |
| 1.º      | Eritrea   | 5757.33 |
| 2.°      | Sudáfrica | 1589    |
| 3.º      | Mauricio  | 1251    |
| 4.º      | Argelia   | 1126    |
| 5.º      | Marruecos | 963.66  |

### Países sub-23
| Posición | País      | Puntos |
| -------- | --------- | ------ |
| 1.º      | Sudáfrica | 697    |
| 2.º      | Eritrea   | 673.66 |
| 3.º      | Argelia   | 460    |
| 4.º      | Ruanda    | 434.65 |
| 5.º      | Mauricio  | 352    |

## Evolución de las clasificaciones
| Fecha       | Clasificación individual | Clasificación por equipos | Clasificación por países | Clasificación por países sub-23 |
| ----------- | ------------------------ | ------------------------- | ------------------------ | ------------------------------- |
| 31 de enero |                          |                           |                          |                                 |